# 维拉西缪斯
维拉西缪斯（義大利語：Villasimius），是意大利撒丁大区南撒丁省的一个市镇。总面积58.02平方公里，人口3576人，人口密度61.6人/平方公里（2009年）。ISTAT代码为092100。